# Litra E
 Denne artikel omhandler eksprestoglokomotiverne bygget mellem 1914 og 1950. For godstogslokomotiverne leveret til Jysk-Fyenske Jernbaner i 1868, se Litra E 27-36 og 43-44.
Litra E var et dansk damplokomotiv. 
De første 11 lokomotiver leveredes af Nydquist & Holm til de svenske statsbaner SJ 1914-1916 som F 1200-1209 og 1271. Elektrificeringen af de svenske hovedbaner overflødiggjorde imidlertid lokomotiverne, og de blev derfor solgt i 1937 til DSB. Her fik de litra E 964-974. Disse suppleredes 1942-1950 med yderligere 25, E 975-999, fra Frichs.
Lokomotiverne udrangeredes op gennem 1960'erne, idet de sidste forsvandt sammen med dampdriften hos DSB i 1970. De fleste ophuggedes efterhånden, men seks eksisterer stadig:
E 964 og 966 er således vendt hjem til deres gamle hjemland, Sverige, ved Sveriges Jernbanemuseum.
E 987 tilhører en privatperson.
E 991 og E 994 tilhører Danmarks Jernbanemuseum, hvor 991 er tiltænkt kørsel (er dog for tiden ikke køreklar), mens 994 er opstillet på museet.
E 996 tilhører International Railway Museum i Peterborough i England.

## Tekniske specifikationer
Lokomotivet var 21,3 meter langt over pufferne inkl. tenderen med 2 bogier. Det vejede i køreklar stand 88,4 tons + 55,2 tons for tenderen. Det måtte maksimalt køre 110 km/t og kunne trække et eksprestog på 450 tons, et persontog på 650 tons eller et godstog på 900 tons.
Lokomotivet har hjulstillingen 2C1 T2'2'.